# 10 Armia (ZSRR)
10 Armia (ros. 10-я армия) – związek operacyjny Armii Czerwonej z czasów II wojny światowej

## I formowanie
Armia została sformowana we wrześniu 1939 roku w Moskiewskim Okręgu Wojskowym i następnie włączona w skład Zachodniego Specjalnego Okręgu Wojskowego.

### Struktura organizacyjna
W czerwcu 1941 roku w skład 10 Armii wchodziły:
- 1 Korpus Strzelecki: 2 Dywizja Strzelecka, 8 Dywizja Strzelecka, 130 i 262 korpuśny pułk artylerii, 1 samodzielna korpuśna eskadra lotnicza, 23 samodzielny batalion łączności, 57 batalion saperów, 38 samodzielny dywizjon artylerii przeciwlotniczej,
- 5 Korpus Strzelecki: 13 Dywizja Strzelecka, 86 Dywizja Strzelecka, 113 Dywizja Strzelecka, 156 korpuśny pułk artylerii, 315 korpuśny pułk artylerii, 5 samodzielna korpuśna eskadra lotnicza, 62 samodzielny batalion łączności, 49 batalion saperów, 47 samodzielny dywizjon artylerii przeciwlotniczej,
- 6 Korpus zmechanizowany: 4 Dywizja Pancerna, 7 Dywizja Pancerna, 29 Dywizja Zmotoryzowana, 4 pułk motocyklowy, 185 samodzielny batalion łączności, 41 samodzielny zmotoryzowany batalion inżynieryjny, 106 samodzielna korpuśna eskadra lotnicza,
- 13 Korpus zmechanizowany: 25, 31 Dywizje Pancerne, 208 Dywizja Zmotoryzowana, 18 pułk motocyklowy, 521 samodzielny batalion łączności, 77 samodzielny zmotoryzowany batalion inżynieryjny,
- 6 Korpus Kawalerii: 6, 36 Dywizje Kawalerii, 1 samodzielny dywizjon łączności, 206 samodzielna korpuśna eskadra lotnicza,
- 9 Mieszana Dywizja Lotnicza: 41 pułk lotnictwa myśliwskiego, 124 pułk lotnictwa myśliwskiego, 126 pułk lotnictwa myśliwskiego, 129 pułk lotnictwa myśliwskiego, 13 pułk lotnictwa bombowców szybkich,
- 66 Osowiecki Rejon Umocniony,
- 64 Zambrowski Rejon Umocniony,
- 155 Dywizja Strzelecka,
- 6 Brygada Artylerii Przeciwpancernej,
- 124 pułk artylerii haubic Odwodu Naczelnego Dowództwa,
- 311 pułk artylerii armat OND
- 375 pułk artylerii haubic OND[1]

22 czerwca 1941 roku, w dniu rozpoczęcia się operacji „Barbarossa”, 10 Armia była częścią radzieckiego Frontu Zachodniego. Dowódcą Armii był generał major Konstantin Golubiew. W czerwcu 1941 roku Armia została otoczona przez wojska niemieckiej Grupy Armii „Środek” podczas bitwy białostocko-mińskiej i prawie całkowicie zniszczona. Dowództwo armii zostało oficjalnie rozwiązane 5 lipca 1941 roku.

## II formowanie
10 Armia została odtworzona 1 października 1941 roku w składzie Frontu Południowego. Formowanie armii nie zostało nigdy zakończone. 17 października dowództwo Armii zostało rozformowane, a oddziały wojskowe przekazane do innych związków taktycznych.

## III formowanie
Armia została ponownie sformowana 1 listopada 1941 roku w Nadwołżańskim Okręgu Wojskowym w składzie dziewięć dywizji piechoty i kawalerii, w tym siedem nowo sformowanych. Według źródeł radzieckich były to: 322., 323., 324., 325., 326., 328. i 330. Dywizje Strzeleckie oraz 57. i 75. Dywizje Kawalerii. Dziewięć dywizji zostało sformowanych w ciągu trzech tygodni z rezerwy Moskiewskiego Okręgu Wojskowego i były szkolone przez 12 godzin dziennie. Dotychczasowym dowódcą armii był generał porucznik Filip Golikow. Golikow w książce napisanej w 1967 roku opisywał jak armia zakończyła swoją koncentrację w rejonie Penzy w dniu 8 listopada 1941 roku po 15 dniach szkolenia i 5 dniach budowy pomieszczeń mieszkalnych i innych budynków. W tym czasie armii brakowało wszystkiego, w tym ubrań zimowych. Większa część żołnierzy była w wieku pomiędzy 30 a 40 rokiem życia, ponad 65% żołnierzy nie posiadało wyszkolenia wojskowego. Na początku armia znajdowała się w rezerwie Stawki, po czym została przydzielona do Frontu Zachodniego w bitwie pod Moskwą. W 1942 roku 10. Armia na środkowym na środkowym odcinku frontu wschodniego, a w 1943 roku wzięła udział w operacji smoleńskiej.
Dowództwo 10 Armii zostało wycofane z Frontu Zachodniego do rezerwy Stawki na początku kwietnia 1944 roku (dyrektywa Sztabu Generalnego z 7 kwietnia 1944 roku). 10 kwietnia armia została przesunięta do Rosławla, gdzie w skład Armii zostały włączone jednostki 81 i 103 Korpusu Strzeleckiego (łącznie 5 dywizji). W tym samym miesiącu dowództwo Armii zostało przeformowane w dowództwo 2 Frontu Białoruskiego. Jednostki wojskowe podległe 10 Armii zostały podporządkowane dowództwu 49 Armii.

## Dowództwo armii
Dowódcy:
- komkor Iwan Zacharkin
- gen. mjr Konstantin Gołubiew[4] (18.03.1941 – 5.07.1941)
- gen. por. Michaił Jefriemow (30.09.1941 – 17.10.1941)[5]
- gen. por. Wasilij Kriuczonkin

Szefowie sztabu:
- gen. mjr Iwan Iwanow (30.09.1941 – 17.10.1941)[5]